# Stephenson King
Stephenson Toby King (né le 13 novembre 1958 à Castries) est un juriste et homme politique saint-lucien. Il est le Premier ministre de Sainte-Lucie de 2007 à 2011.

## Biographie
Stephenson Toby King naît le 13 novembre 1958 à Castries dans une famille modeste. Son père, Grafton King, est un marin originaire de Canouan (Saint-Vincent-et-les-Grenadines) et sa mère, Bernadette Satney, est couturière. Il fait toute ses études dans son île natale jusqu'à la fin de ses études secondaires, puis travaille dans une banque avant d'être recruté en 1981 dans un cabinet juridique où il a un emploi de conseiller.
En 1981, il devient le président de la branche jeune du Parti uni des travailleurs (UWP) et après la campagne de 1982, il est nommé membre du Conseil municipal de Castries ainsi qu'au bureau de l'autorité du Logement de Sainte-Lucie. À cette période, il fonde le Rotaract dont il devient le président pendant cinq ans.
Pour les élections législatives du 6 avril 1987 (en), il est désigné comme candidat de la circonscription de Nord-Ouest de Castries. Il remporte l'élection avec 2 411 voix contre l'ancien Premier ministre Michael Pilgrim du Parti travailliste de Sainte-Lucie (SLP). Puis lors des élections du 30 avril (en), il remporte de nouveau l'élection. Il est alors nommé ministre dans le gouvernement de John Compton, chargé du Développement communautaire, des Affaires sociales, de la Jeunesse, du Sport et des collectivités locales.
Il est réélu dans la même circonscription lors des élections de 1992 (en) et John Compton le nomme alors Ministre de la Santé, de l'Administration locale, de l'Information et de la Communication. Il conserve ce poste après la démission de Compton dans le gouvernement dirigé par Vaughan Lewis. Il est défait, comme presque tous les membres de son parti lors des élections de 1997 (en) où George Odlum (en) remporte la circonscription. Il quitte alors la vie politique.
King revient dans la vie politique à l'occasion du duel entre John Compton et Vaughan Lewis pour le leadership du Parti uni des travailleurs que le premier finit par remporter lors du congrès de Soufrière le 13 mars 2005. Bien que partisan de Lewis, King refuse de le suivre dans sa scission vers le Parti travailliste et reste fidèle à l'UWP. Il est désigné comme le candidat du parti dans la circonscription de Castries-Nord pour les élections de 2006 qu'il remporte face à Ignatius Jean (en) député sortant et Ministre de l'Agriculture. Après la victoire, King redevient Ministre de la Santé au sein du gouvernement de John Compton.
Lorsque Compton tombe malade en mai 2007, King assure temporairement les fonctions de Premier ministre. En juin, il s'arroge les postes de ministre des Finances, ministre des Affaires étrangères, ministre de l'Intérieur, ministre de la Sûreté nationale, ministre du Travail et ministre de l'Information et de l'Audiovisuel.
Après le décès de John Compton, le 7 septembre 2007, King est nommé Premier ministre de Sainte-Lucie par la Gouverneure générale de Sainte-Lucie Pearlette Louisy le 9 septembre, avec l'accord unanime des députés du Parti uni des travailleurs. Peu de temps après, il prend la tête de l'UWP. Son gouvernement est marqué par plusieurs scandales qui l'oblige à se séparé de certains de ses ministres sous la pression de l'opposition et de députés de l'UWP.
Lors des élections de 2011, King est réélu député de Castries-Nord, mais l'UWP subit une défaite. Il perd le leadership de l'UWP le 28 juillet 2013 face à son ancien ministre du tourisme, Allen Chastanet. King est réélu député de Castries-Nord lors des élections de 2016 et devient Ministre de l'Agriculture dans le gouvernement d'Allen Chastanet.
La cohabitation avec son ancien rival est cependant difficile et le 6 juillet 2021, après plusieurs semaines de rumeurs, King annonce sa démission du gouvernement Chastenet et de l'UWP et qu'il se présentera en indépendant pour les élections législatives du 26 juillet 2021. Il est réélu face à une candidate de l'UWP avec près de 70% des voix et siège en indépendant.